# Huracán Fiona
El huracán Fiona fue un poderoso huracán categoría 4 en el océano Atlántico que tocó tierra como categoría 1 en Puerto Rico y República Dominicana (un país que no había sufrido el impacto directo de un huracán desde Jeanne en 2004). La sexta tormenta con nombre y el tercer huracán de la temporada de huracanes del Atlántico de 2022, Fiona se desarrolló a partir de una onda tropical que emergió de África occidental, antes de convertirse en una depresión tropical al este de las islas de Sotavento el 14 de septiembre. El 15 de septiembre, aunque el aire seco y cizalladura del viento moderada a fuerte impactó el sistema, se le asignó el nombre de Fiona. El 16 de septiembre pasó muy cerca de Guadalupe y luego entró en el mar Caribe, y dos días después el huracán tocó tierra brevemente en Puerto Rico. A las 3:30 a. m. del lunes 19 de septiembre su ojo entró a República Dominicana por Boca de Yuma, saliendo doce horas más tarde por la península de Samaná, al nordeste del país. Luego, pasó muy cerca de las Islas Turcas y Caicos como un huracán categoría 4 y más tarde al oeste de Bermudas. El 23 de septiembre se convirtió en post-tropical y afectó a Nueva Escocia, Canadá siendo el sistema que más fuerte ha impactado esa región desde que se tienen registros, teniendo en cuenta su presión mínima que en ese momento fue de 931 mbar.
Los impactos de Fiona fueron generalizados en varios países y mortales. En Puerto Rico causó la peor inundación desde el Huracán María en 2017, se sintió en todo el territorio y se produjo un apagón en toda la isla. Un tercio de la población del país se quedó sin agua y al menos 23 personas murieron allí. En la República Dominicana y las Islas Turcas y Caicos, fuertes lluvias e inundaciones azotaron esos territorios junto con fuertes vientos. Fiona también fue el ciclón postropical más intenso que haya impactado a Canadá desde que se tiene registro, según la presión atmosférica. En total mató a 29 personas: 23 en Puerto Rico, 2 en República Dominicana, 3 en Canadá y 1 en Guadalupe. Dejó además un daño estimado en $3.09 mil millones USD a su paso.

## Historia meteorológica

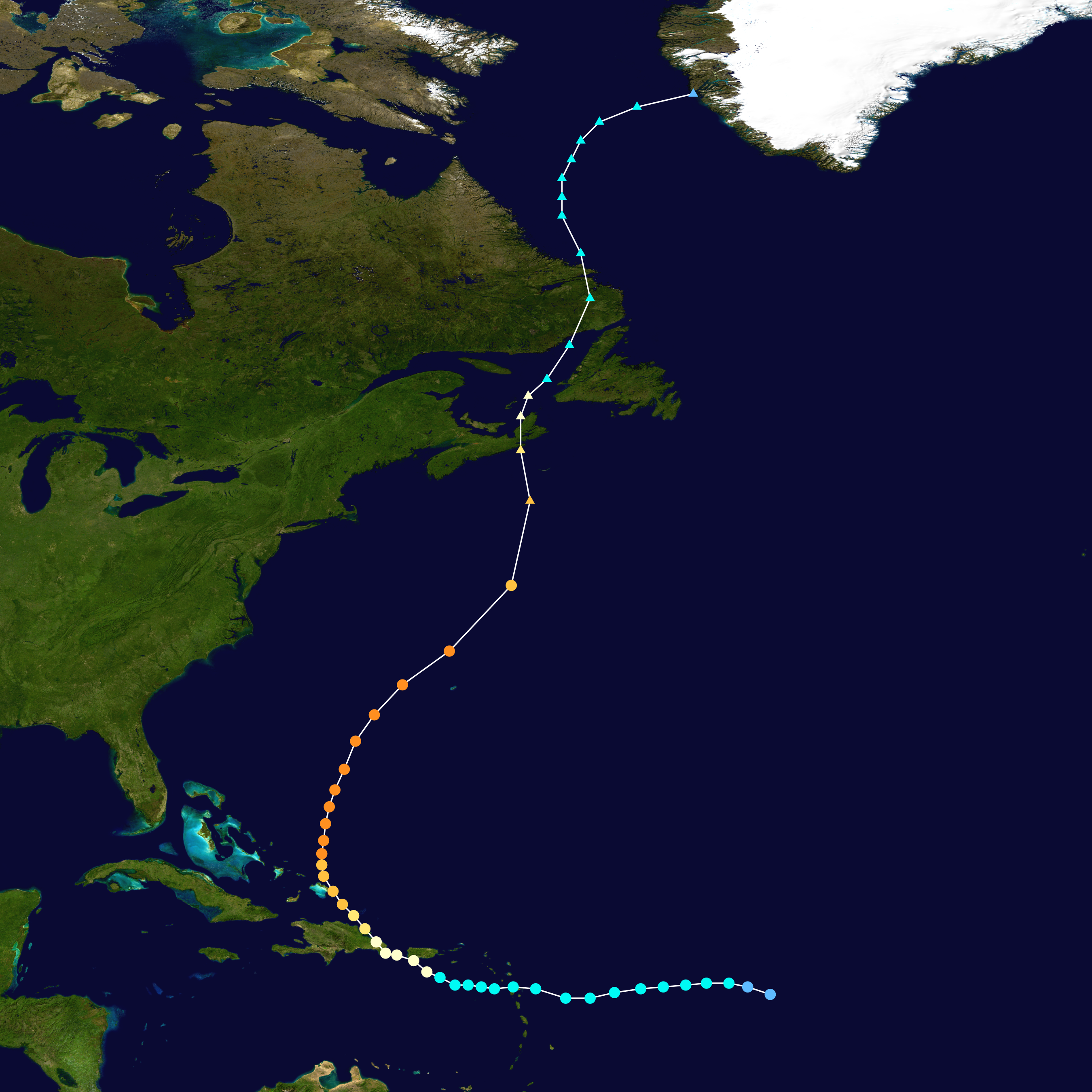
Mapa que traza la trayectoria y la intensidad de la tormenta, según la escala Saffir-Simpson.

Temprano el 12 de septiembre, el Centro Nacional de Huracanes (NHC) comenzó a monitorear una onda tropical sobre el Atlántico tropical central para un desarrollo gradual, aunque las condiciones ambientales para el desarrollo se evaluaron como solo marginalmente favorables. Aun así, la actividad de chubascos y tormentas eléctricas dentro de la perturbación comenzó a concentrarse más tarde ese mismo día, luego aumentó y se organizó mejor durante el día siguiente. El sistema ganó en organización e intensidad durante la noche del 13 y la mañana del 14 de septiembre y a las 15:00 UTC de ese día se convirtió en la Depresión tropical Siete a unos 1290 km (800 millas) al este de las islas de Sotavento. Durante el resto de ese día, la nueva depresión continuó ganando algo en fortaleza a pesar del aire seco y los vientos cortantes existentes en la atmósfera y a la 01:50 UTC del 15 de septiembre los datos de satélite revelaron que la depresión se había fortalecido en una tormenta tropical y el NHC le asignó el nombre de Fiona con vientos sostenidos de 85 km/h (50 mph) y una presión de 1002 mbar. Los vientos cortantes mantuvieron el centro de circulación de la tormenta expuesto con la convección desplazada hacia el este por lo que Fiona no podía intensificarse mucho, sin embargo, durante la tarde de ese día un avión de reconocimiento de la NOAA investigó el sistema y descubrió que sus vientos habían subido ligeramente hasta los 95 km/h (60 mph) aunque su presión había subido hasta los 1006 mbar. Durante el resto del 15 de septiembre y el día siguiente, Fiona se mantuvo con pocos cambios en su intensidad y con vientos máximos sostenidos entre 85 km/h (50 mph) y 95 km/h (60 mph) mientras continuaba desorganizada sobre aguas del Atlántico. Durante la tarde del 16 de septiembre Fiona comenzó a acercarse a las Islas de Sotavento y durante la noche de ese día su centro de circulación pasó a solo 24 km (15 millas) al norte de la isla de Guadalupe. Temprano el 17 de septiembre Fiona entró en aguas cálidas del Mar Caribe oriental donde comenzó a organizarse mejor y fortalecerse gradualmente. Moviéndose lentamente hacia el oeste-noroeste a una velocidad de 13 km/h (8 mph) Fiona se convirtió en un Huracán categoría 1 en la tarde del 18 de septiembre con vientos máximos sostenidos de 130 km/h (85 mph) y una presión central mínima de 987 mbar localizado a unos 80 km (50 millas) al sur de Ponce, Puerto Rico. Fiona continuó intensificándose un poco más y a las 19:20 UTC de ese día tocó tierra en el extremo suroeste de Puerto Rico, cerca de Punta Tocón, Lajas con vientos máximos sostenidos de 140 km/h (85 mph) y una presión central de 986 mbar. Después de tocar tierra brevemente en terreno boricua, Fiona salió al Canal de la Mona donde continuó intensificándose, llegando a desarrollar claramente un ojo y a las 07:30 UTC del 19 de septiembre tocó tierra en Boca de Yuma, La Altagracia en la República Dominicana con vientos sostenidos de 150 km/h (90 mph) y una presión mínima estimada en 977 mbar convirtiéndose en el primer huracán que toca tierra en territorio dominicano desde el Huracán Jeanne en 2004. Después de su interacción con tierra dominicana, Fiona se debilitó mínimamente pero pronto reanudó su fortalecimiento sobre aguas del Atlántico y se convirtió en un huracán categoría 2 a las 21:00 UTC de ese mismo día con vientos sostenidos de 155 km/h (100 mph) y una presión de 972 mbar. Las cálidas temperaturas de la superficie del mar, entre otros factores, fueron determinantes para que Fiona continuara intensificándose y se convirtiera en el primer huracán importante de la temporada a las 06:00 UTC del 20 de septiembre al alcanzar vientos de un huracán categoría 3 de 185 km/h (115 mph) y una presión mínima de 967 mbar. Poco más tarde, Fiona amenazó seriamente a la Isla Gran Turca en Islas Turcas y Caicos pasando a una distancia de apenas 15 km (10 millas) al noroeste de ella y haciéndose sentir fuertemente allí con vientos huracanados. A las 06:00 UTC del 21 de septiembre, Fiona se convirtió en un poderoso huracán categoría 4 al alcanzar vientos de 215 km/h (130 mph) y una presión de 942 mbar. Fiona alcanzó su intensidad máxima como un poderoso huracán categoría 4 a las 00:00 UTC del 23 de septiembre con vientos máximos sostenidos de 215 km/h (130 mph) y una presión mínima de 932 mbar ubicado a unos 455 km (280 millas) al oeste-suroeste de Bermudas. Después de alcanzar su máxima intensidad, Fiona pasó cerca de Bermudas temprano el 23 de septiembre. Fiona fluctuó en intensidad durante ese día y se debilitó brevemente a un huracán categoría 3 durante la mañana. pero en horas de la tarde volvió a convertirse en un huracán de categoría 4 a más de 400 km al norte de Bermudas. Fiona comenzó durante la noche su transición a un poderoso ciclón postropical y su presión fluctuó durante este período entre los 940 y 935 mbar mientras que de nuevo fue degradada a un huracán categoría 3. Finalmente cerca de las 00:00 UTC del 24 de septiembre Fiona completó la transición a un ciclón postropical a 220 km (140 millas) al este de Halifax, Canadá. Siendo extratropical, Fiona impactó a Nueva Escocia, Canadá con vientos de huracán categoría 1.

## Preparaciones

### Caribe
Después de nombrar a Fiona, se emitieron avisos de tormenta tropical para las islas de Saba, San Eustaquio, San Martín, Antigua y Barbuda, San Cristóbal y Nieves, Montserrat y Anguila. Estos se elevaron a advertencias de tormenta tropical más tarde y las alertas se extendieron hacia el sur hasta Guadalupe, San Bartolomé y San Martín. A medida que Fiona avanzaba hacia el oeste, alertas de tormenta tropical y luego se emitieron advertencias para Puerto Rico y las Islas Vírgenes de Estados Unidos y partes de la República Dominicana también tenían alertas de tormenta tropical.
El 17 de septiembre se pusieron en marcha las primeras alertas de huracán para Puerto Rico y poco después para República Dominicana. A las 14:00 UTC del mismo día, la alerta de huracán en Puerto Rico se actualizó a una advertencia de huracán y la alerta se extendió a las Islas Vírgenes de Estados Unidos. Se suspendieron las clases en Puerto Rico y las jornadas laborales ante la emergencia de Fiona.

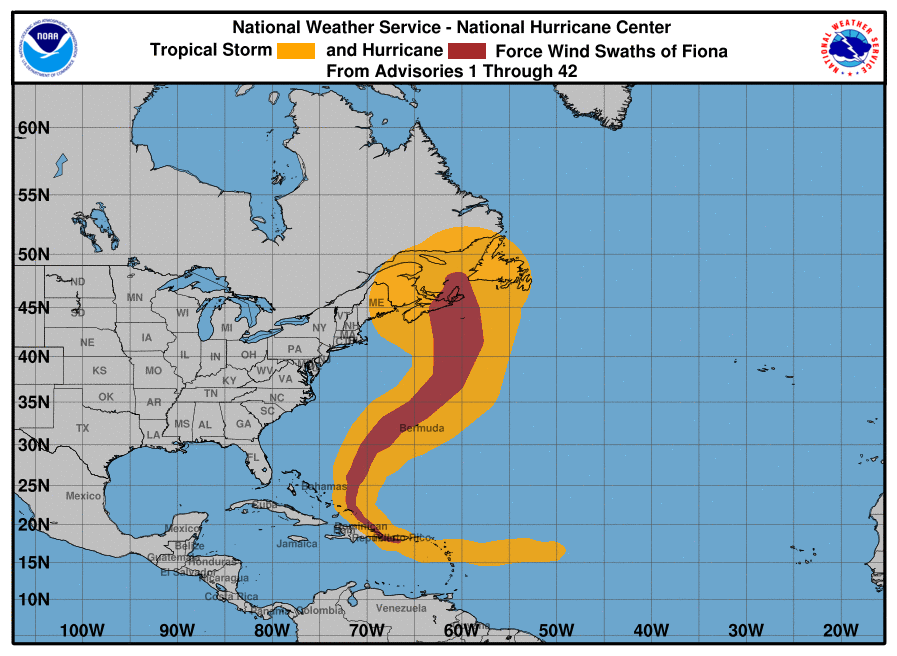
Mapa que muestra los vientos con fuerza de huracán en rojo y vientos con fuerza de tormenta tropical en naranja del Huracán Fiona.

### Islas Turcas y Caicos y Bahamas
En Bahamas y las Islas Turcas y Caicos el 18 de septiembre se emitió una alerta de huracán y se pusieron en marcha planes de evacuación. La alerta se emitió para el sureste de Bahamas, incluidas Inagua, Mayaguana, Acklins, Isla de Crooked, Cayo Samaná, Cayo Grande y Isla Ragged. Las autoridades de Islas Turcas y Caicos anunciaron la suspensión de todos los vuelos hacia y desde sus aeropuertos a partir del 19 de septiembre, además del cierre de todos los puertos marítimos y también indicaron que la evacuación de personas en áreas bajas comenzaría el lunes tan pronto como se hayan evaluado más los niveles de amenaza.

### Bermudas
En Bermudas se emitió una vigilancia de huracán y un aviso de tormenta tropical el 20 de septiembre. El Ministro de Seguridad Nacional de las Bermudas, dijo en una conferencia de prensa debido a las condiciones de oleaje asociadas con Fiona, están anticipando algunos desafíos para aquellos que viven en las áreas costeras bajas. En las Bermudas se esperaban lluvias de 2 a 4 pulgadas. Las escuelas públicas cerraron sus puertas el 23 de septiembre debido al paso inminente de Fiona.

### Canadá
Al acercarse a las provincias atlánticas de Canadá, la fuerza sin precedentes de Fiona llevó al Centro Canadiense de Huracanes a advertir a los residentes sobre lluvias intensas y poderosos vientos con fuerza de huracán. El centro también calificó el evento de "grave".

## Impacto

### Guadalupe
Cuando el centro de Fiona se acercaba a Guadalupe, la isla tuvo fuertes lluvias y daños por las inundaciones resultantes. Varios usuarios de las redes sociales expresaron su conmoción por la magnitud de los daños, que incluyeron propiedades y carreteras. El río Goyave también se desbordó y el puente fue arrastrado por las poderosas aguas. Se ha informado de al menos una muerte como consecuencia de la tormenta, y de otras personas desaparecidas. Las precipitaciones fueron intensas, comenzaron entre 40 y 100 mm por hora en el suroeste de la isla, y luego aumentaron hasta más de 150 mm.

### Puerto Rico

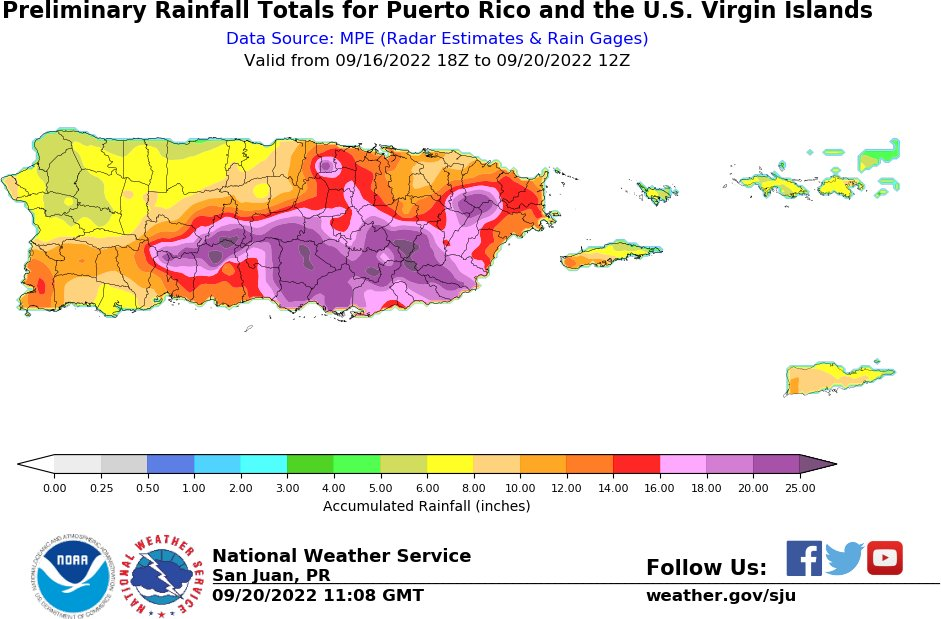
Mapa que muestra las acumulaciones de lluvia durante el paso de Fiona en Puerto Rico.

Veintitrés muertes dejó Fiona en Puerto Rico. Las inundaciones de Fiona se consideraron como las peores desde el Huracán María en 2017. Fiona causó graves daños en Puerto Rico con lluvias torrenciales de entre 8 y 13 pulgadas que llegaron a más de 20 pulgadas en algunos lugares provocando graves deslizamientos de tierras e inundaciones que dejaron sin electricidad a la isla y que llevaron al presidente Joe Biden a declarar el estado de emergencia para ese territorio. Cuando Fiona tocó tierra destruyó estructuras con ráfagas de vientos de hasta 165 km/h. El gobernador de Puerto Rico, Pedro Pierluisi alertó sobre fuertes lluvias y pidió a la población a permanecer en sus casas o en los refugios donde permanecieron más de 1400 personas. El 18 de septiembre Fiona provocó un apagón general en la isla de 3.1 millones de habitantes. Mas de 800.000 personas se quedaron además sin servicio de agua potable. Debido a la crecida de ríos cientos de personas fueron desalojadas y rescatadas por la Guardia Nacional y por autoridades municipales en pueblos como Caguas, Cayey, Maunabo, Yabucoa, Salinas, Guayama, Bayamón, entre otros. La tormenta se llevó un puente en el pueblo montañoso de Utuado que fue instalado por la Guardia Nacional en septiembre de 2017 tras el paso del Huracán María. El agua envolvió coches, primeros pisos e incluso la pista de un aeropuerto en la región sur de la isla.

El Huracán Fiona tocando tierra en Puerto Rico el 18 de septiembre de 2022 visto por el Radar de San Juan.

### República Dominicana

Vista de la ciudad de Samaná afectada por el huracán Fiona

El presidente dominicano Luis Abinader declaró estado de emergencia en cinco provincias del sureste y tres provincias del noreste y visitó el 20 de septiembre a las provincias más afectadas que fueron La Altagracia, El Seibo y Hato Mayor. Más de un millón de personas quedaron sin agua y otros 350,000 personas en el país se quedaron sin electricidad después de que Fiona pasara. Lluvias generalizadas totales de 8 a 16 pulgadas (200 a 410 mm) cayeron en el país, que no recibía el impacto directo de un huracán desde Jeanne en 2004. Al menos 2 personas murieron y más de 8300 viviendas fueron destruidas en la República Dominicana. El gobierno estimó que los daños superaron los 20 mil millones de pesos ($375 millones).

Fiona tocando tierra en la República Dominicana, el 19 de septiembre.

### Islas Turcas y Caicos

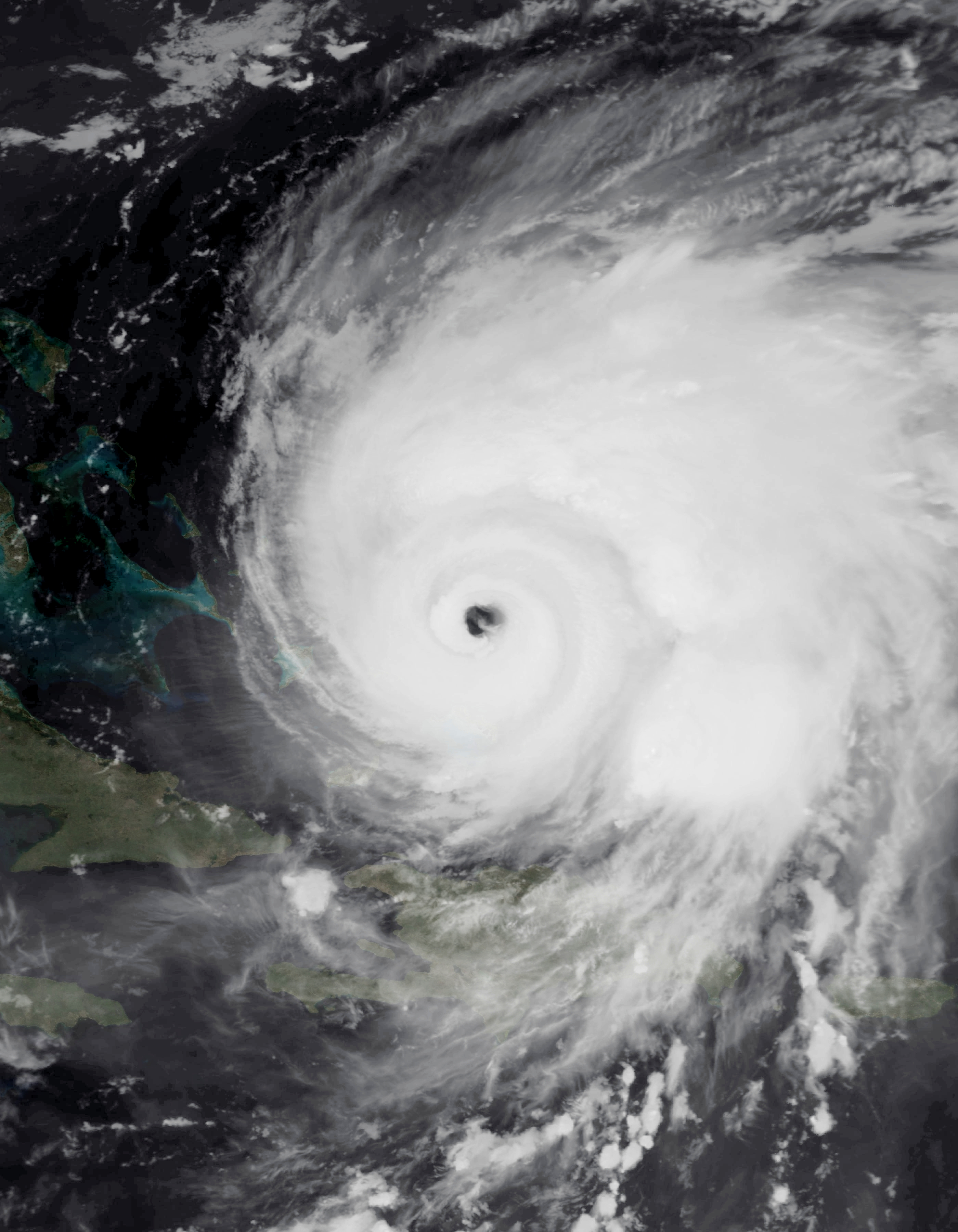
Fiona afectando las Islas Turcas y Caicos el 21 de septiembre.

El ojo de Fiona pasó por la Isla Gran Turca, afectando severamente las telecomunicaciones en el archipiélago. Al menos el 40% del territorio quedó sin electricidad, con apagones totales reportados en North Caicos, Middle Caicos, South Caicos, Grand Turk y Salt Cay. El 30% de Providenciales experimentó cortes de energía. A pesar de esto, los daños en el archipiélago fueron moderados y no se reportaron muertes.

### Bermudas

Fiona pasando justo al este de las Bermudas el 23 de septiembre.

A pesar de pasar a cientos de kilómetros al oeste de la isla, el gran tamaño de Fiona produjo vientos sostenidos con fuerza de tormenta tropical y ráfagas de viento con fuerza de huracán sobre las Bermudas. Las estaciones automatizadas elevadas en toda la isla informaron vientos sostenidos de 97 a 113 km/h (60 a 70 mph) durante varias horas, así como ráfagas de viento de hasta 150 km/h (93 mph). Al menos el 70% de la isla se quedó sin electricidad debido a la tormenta.

### Canadá

Fiona afectando a Nueva Escocia, Canadá el 24 de septiembre.

Cientos de miles de canadienses se quedaron sin electricidad el sábado 24 de septiembre después de que el ciclón post-tropical Fiona azotara las provincias atlánticas del país, causando lo que las autoridades llamaron una cantidad de daños impactante y devastadora. Los árboles fueron derribados y los postes de energía se partieron por la mitad, y los techos fueron arrancados de edificios y casas arrasadas después de que Fiona tocó tierra en el este de Nueva Escocia alrededor de las 3 a. m. dijeron las autoridades. Una marejada ciclónica de más de 6 pies golpeó la Isla del Príncipe Eduardo. Es probable que el daño sea el peor jamás visto en la provincia, y la recuperación llevará semanas o más, dijo el primer ministro Dennis King. Más de 471.000 clientes en Nueva Escocia, la Isla del Príncipe Eduardo, Nuevo Brunswick y Terranova se quedaron sin electricidad el 24 de septiembre, según las empresas de servicios públicos. Se informaron ráfagas de viento de 179 km/h (111 mph) en Arisaig, Nueva Escocia, con una altura de agua récord (antes de las olas) de 2,73 metros en Channel-Port aux Basques, Terranova. Al menos 20 casas resultaron dañadas o destruidas en Terranova, principalmente en Channel-Port aux Basques, con casi 200 personas desplazadas. Fiona dejó a más de 500 000 personas sin electricidad, incluido el 80 % de todos los clientes de Nueva Escocia. Fiona mató a tres personas en Canadá. Una mujer murió en Port aux Basques después de que los fuertes vientos destruyeran su vivienda. Otra persona murió en la Isla del Príncipe Eduardo probablemente relacionados con problemas en un generador. Se cree que un hombre de 81 años desaparecido en Lower Prospect, Nueva Escocia, fue arrastrado hacia el océano durante la tormenta postropical Fiona. Las pérdidas de seguros en Canadá alcanzaron los $800 millones (CAD), unos $590 millones (USD).

## Retiro de nombre
El 29 de marzo de 2023, Fiona fue retirado de la lista de huracanes, y se reemplazará por Farrah para la Temporada de Huracanes del 2028. Fiona no será utilizado nunca más para otro ciclón tropical que se forme en el Océano Atlántico.